# Ворсклиця
Во́рсклиця — річка у Бєлгородській області Росії та Сумській області України (в межах Охтирського району). Права притока Ворскли (басейн Дніпра).

## Опис
Довжина 101 км, площа басейну 1 480 км². Долина трапецієподібна, завширшки до 4—5 км. Річище звивисте, є стариці. Заплава місцями (особливо в нижній течії) заболочена. Правий берег здебільшого високий, лівий — низький. Похил річки 0,77 м/км. Живлення мішане. Замерзає на початку грудня, скресає до середини березня. Використовують для промислового й побутового водопостачання.

## Розташування
Ворсклиця бере початок на західних схилах Середньоруської височини, на південній околиці смт Пролетарський (Бєлгородська область, Росія). Тече переважно на південний захід. Російсько-український кордон перетинає на північний схід від села Попівки. Впадає до Ворскли біля північної околиці смт Кириківки.
Основні притоки: Санок, Солов'їва, Пожня, Дернова (праві); Лисичка , Дунайчик (ліві).